# Teorema do intervalo
Na teoria da complexidade computacional o teorema do intervalo é um importante teorema sobre a complexidade de funções computáveis.
O teorema afirma que, essencialmente, existem grandes intervalos computáveis na hierarquia das classes de complexidade.  Para qualquer função computável que represente um aumento em recursos computacionais, pode-se encontrar um limite do recurso tal que o conjunto das funções computáveis dentro do limite do recurso expandido é o mesmo que o conjunto das computáveis dentro do limite original.
O teorema foi inicialmente descoberto e provado por Boris Trakhtenbrot em 1964, que o publicou em russo e como resultado, recebeu pouca atenção na época da Guerra Fria. Oito anos mais tarde, o mesmo teorema foi publicado por Allan Borodin em 1972 em inglês e recebeu grande atenção, e como resultado, foi chamado de teorema do intervalo de Borodin.

## Teorema do intervalo
A forma geral do teorema é a seguinte.
Suponha que {\displaystyle \Phi } é uma medida de complexidade abstrata (Blum). Para qualquer função computável total g para o qual {\displaystyle g(x)\geq x} para todo {\displaystyle \,x}, existe uma função computável total t de tal forma que em relação a {\displaystyle \Phi }, as classes de complexidade com funções limitantes {\displaystyle t} e {\displaystyle g\circ t} são idênticas.
O teorema pode ser provado usando os axiomas de Blum sem qualquer referências a um modelo computacional concreto, então ele se aplica a tempo, espaço ou qualquer outra medida de complexidade razoável.
Para o caso especial da complexidade de tempo, o teorema pode ser estabelecido de forma mais simples como:
para qualquer função computável total {\displaystyle g\,:\,\omega \,\to \,\omega } tal que {\displaystyle g(x)\geq x} para todo {\displaystyle \,x}, existe um limite de tempo {\displaystyle T(n)} tal que {\displaystyle DTIME(g(T(n)))=DTIME(T(n))}.
Como o limite T(n) pode ser bastante grande (e frequentemente será não-construível) o teorema do intervalo não implica nada que seja interessante para classes de complexidade como P ou NP, e não contradiz o teorema de hierarquia de tempo ou o teorema de hierarquia de espaço.